# Herritslev Kirke
Herritslev Kirke er en af de mange rødkalkede kirker på Falster og Østlolland. Den er opført ca. 1220 på Valdemar Sejrs tid bygget af store røde munkesten i romansk stil. Bygningen var fra starten uden tårn og hvælvinger som blev tilføjet 150-200 år senere i gotisk stil. Tårnet har pyramideformet spir.
Kirkens hovedindgang er nu gennem tårnet i kirkens vestende, men der har været flere andre indgange. Indtil en brand i 1608, og måske senere, har der været et våbenhus på sydsiden, og der har også været en nu tilmuret portal på nordsiden. Den var i brug frem til 1867.

## Inventar m.m
- Altertavlen er en gipsafstøbning af C. V. Bissens relief: Christus og Disciplene i Emmaus.
- Prædikestolen er snedkret i hollandsk højrenæssance ca. 1610. På den er fremstillet de fire Evangelister.
- Kirkens orgel er et Starup-orgel fra 1966, oprindelig med fire manual-stemmer. Men i 2000 blev det udbygget med subbas og pedal.
- I koret er indmuret en ligsten over præsten Zacharias Christoffersen 1639 og 2 hustruer.
- og en over 2 af børn af en tidligere præst
- I kirken blev 1920 afdækket en del kalkmalerier fra ca. 1250 og ca. 1300. De er imidlertid i ret dårlig stand og delvis tildækket igen.

## Kirkegård
Til kirken hører 2 kirkegårde, en nyere på den anden side af landevejen. og omkring kirken den gamle kirkegård, som er bemærkelsesværdig ved at have bevaret det oprindelige middelalderlige stendige.

## Omskifteligt tilhørsforhold
Herritslev kirke var til 1695 hovedkirken i et pastorat, hvortil Bregninge Sogn var anneks. Men nævnte år annekteredes Herritslev til Nysted Sogn og Bregninge til Kettinge Sogn. I 1906 blev Herritslev atter selvstændigt pastorat. Indtil 1. april 1920 var sognepræsten dog desuden residerende kapellan for Nysted Købstad. I 1964 blev Herritslev sammenlagt med Døllefjelde–Musse pastorat.

## Eksterne kilder og henvisninger
- Otto Norn: Danmarks kirker, Maribo Amt b. 2
- Herritslev Kirke hos KortTilKirken.dk
- Herritslev Kirke hos danmarkskirker.natmus.dk (Danmarks Kirker, Nationalmuseet)